# Culeolus herdmani
Culeolus herdmani is een zakpijpensoort uit de familie van de Pyuridae. De wetenschappelijke naam van de soort is voor het eerst geldig gepubliceerd in 1904 door Sluiter.